# Wladislaus III Laskonogi
Wladislaus III Laskonogi, bijgenaamd Spillebeen, (1161-1231) was de vijfde zoon van Mieszko III van Polen en Eudoxia van Kiev maar wel de enige nog levende bij het overlijden van zijn vader in 1202. Met de hulp van de magnaten uit Klein-Polen slaagde hij er in, na de dood van zijn vader, de troon van het hertogdom Krakau te bestijgen, maar moest al in 1206 de wijk nemen uit Krakau en regeerde vervolgens alleen over Groot-Polen. Ook daar diende hij strijd te leveren, tegen zijn neef Wladislaus IV Odonic, die hij voor het senioraat onterfde ten gunste van Bolesław V. Met de aartsbisschop van Gniezno lag hij in conflict over de investituur in Polen. In 1229 werd hij dan weer verjaagd door zijn neef Koenraad van Mazovië. Wladislaus III stierf in 1231 aan een steekwond, toegediend door een Duitse keukenmeid die hij had willen verkrachten.
Hij was in 1186 gehuwd met Lucia van Pommeren-Rügen, dochter van vorst Jaromar I, maar dit huwelijk bleef kinderloos.

## Voorouders
| Voorouders van Wladislaus III Laskonogi | Voorouders van Wladislaus III Laskonogi                                        | Voorouders van Wladislaus III Laskonogi                                        | Voorouders van Wladislaus III Laskonogi                          | Voorouders van Wladislaus III Laskonogi                                      |
| --------------------------------------- | ------------------------------------------------------------------------------ | ------------------------------------------------------------------------------ | ---------------------------------------------------------------- | ---------------------------------------------------------------------------- |
| Overgrootouders                         | Wladislaus I Herman van Polen (1043-1102) ∞ Judith Přemysl (1057-1086)         | Hendrik van Berg-Schelklingen (1050-1113) ∞ Adelheid van Mochental (-)         | Mstislav I (1076-1132) ∞ Kristina van Zweden (1075–1122)         | Koenraad III van Hohenstaufen (1093-1152) ∞ Gertrude van Komberg (1095-1131) |
| Grootouders                             | Bolesław III van Polen (1073-1113) ∞ Salomea van Berg-Schelklingen (1101-1144) | Bolesław III van Polen (1073-1113) ∞ Salomea van Berg-Schelklingen (1101-1144) | Izjaslav II van Kiev (1087-1154) ∞ Agnes van Hohenstaufen (-)    | Izjaslav II van Kiev (1087-1154) ∞ Agnes van Hohenstaufen (-)                |
| Ouders                                  | Mieszko III van Polen (1126-1202) ∞ Eudoxia van Kiev (1131-1187)               | Mieszko III van Polen (1126-1202) ∞ Eudoxia van Kiev (1131-1187)               | Mieszko III van Polen (1126-1202) ∞ Eudoxia van Kiev (1131-1187) | Mieszko III van Polen (1126-1202) ∞ Eudoxia van Kiev (1131-1187)             |
| Wladislaus III Laskonogi (1161-1231)    |                                                                                |                                                                                |                                                                  |                                                                              |